# Жугон-ле-Лак - Коммюн-нувель
Жугон-ле-Лак - Коммюн-нувель (фр. Jugon-les-Lacs - Commune nouvelle) — муніципалітет у Франції, у регіоні Бретань, департамент Кот-д'Армор. Жугон-ле-Лак - Коммюн-нувель утворено 1 січня 2016 року шляхом злиття муніципалітетів Доло i Жугон-ле-Лак. Адміністративним центром муніципалітету є Жугон-ле-Лак. Населення — 2529 осіб (01.01.2021).